# Terry Camilleri
Pour les articles homonymes, voir Camilleri.
Terry Camilleri est un acteur australien né en 1949 à Malte.

## Biographie
Camilleri est né à Malte et a fait ses débuts au cinéma dans le film de Peter Weir en 1974, Les Voitures qui ont mangé Paris. Il est apparu dans le film suite 1983 Superman 3. Il a également fait une apparition dans The Truman Show, de Peter Weir. 
Parmi ses autres apparitions, on peut citer l’agent de police de la division spéciale Hemmings dans le film de science-fiction Incident à Raven's Gate.
En 2003, il est apparu dans le film américain Hey DJ. 
En 2006, dans le cadre de la campagne de la Coupe du monde en Australie, Camilleri a interprété le personnage de "History", une créature de 800 ans ressemblant à un orc pour les publicités Nike "Stuff History", qui fait partie des publicités de football de Joga Bonito de Nike. 
En 2009, Camilleri est apparu comme caissier dans le film de science-fiction Prédictions. 
En 2015, Camilleri a co-joué dans le film familial Opération Pingouins.

## Filmographie
- 1974 : Class of '74 (en) (série TV) : Carlo Soporetti
- 1974 : Les Voitures qui ont mangé Paris (The Cars That Ate Paris) de Peter Weir : Arthur Waldo
- 1977 : Out of It : Jacko
- 1977 : Backroads (en) de Phillip Noyce : Jean Claude
- 1978 : La Nuit, un rôdeur (The Night, the Prowler) de Jim Sharman : le r^deur
- 1978 : Cass (TV)
- 1978 : L'Attaque du fourgon blindé (Money Movers) de Bruce Beresford : Dino
- 1978 : Blue Fin : Truckie
- 1982 : Kitty and the Bagman : Railway detective
- 1982 : Ginger Meggs : Mr. Crackett
- 1983 : Midnite Spares : Harry Diaz
- 1983 : Superman 3 de Richard Lester : Delivery Man
- 1986 : Six hommes pour sauver Harry de Stuart Rosenberg (Alan Smithee) : Mercenary
- 1987 : Dutch Treat : Booking Agent
- 1987 : In the Mood : Mr. Browning, Judy's Lawyer
- 1988 : Encounter at Raven's Gate de Rolf de Heer : Hemmings
- 1989 : L'Excellente Aventure de Bill et Ted (Bill & Ted's Excellent Adventure) de Stephen Herek : Napoléon Bonaparte
- 1994 : Chasseur de sorcières (Witch Hunt) (TV) de Paul Schrader : ministre
- 1996 : Spilt Milk : Sparky
- 1998 : The Truman Show de Peter Weir : l'homme dans la baignoire
- 1998 : Inferno (TV) : Harry
- 1999 : Here Lies Lonely : Archie
- 1999 : The Invisibles : Le Pizza Guy
- 2000 : Evicted : Col. Perry
- 2001 : Foolish Minds : Tony
- 2002 : Pizza Wars: The Movie
- 2003 : 7 Songs : Kato-Chauffeur
- 2003 : Henry X : Gen. Jean-Jacques Ramord
- 2003 : Paris : le joueur de poker
- 2003 : The Gift : Joe
- 2003 : Amours troubles (Gigli) de Martin Brest : l'homme dans le séchoir
- 2005 : Hey DJ : Johnson
- 2006 : Fishy : Son
- 2009 : Prédictions
- 2015 : Opération Pingouins (Oddball)